# Manolovo
Manolovo (bulgariska: Манолово) är ett distrikt i Bulgarien.   Det ligger i kommunen Obsjtina Pavel Banja och regionen Stara Zagora, i den centrala delen av landet, 140 km öster om huvudstaden Sofia.
I omgivningarna runt Manolovo växer i huvudsak blandskog. Runt Manolovo är det ganska glesbefolkat, med 27 invånare per kvadratkilometer.